# Aleksander Ford
Aleksander Ford (Kiev, Imperio Ruso, 24 de noviembre de 1908 - Naples, Estados Unidos, 4 de abril de 1980) fue un director de cine polaco, profesor en la Escuela Nacional de Cine Televisión y Teatro en Łódź en la que dio clases a Roman Polanski y sirvió como mentor al cineasta Andrzej Wajda.
Máximo representante de la Film Polski, única compañía cinematográfica vigente en la República Popular de Polonia tras el ascenso al poder del Partido Obrero Unificado Polaco, Aleksander Ford tuvo que huir a Israel en 1968 debido a ola de antisemitismo instigado por las autoridades, que desembocó en la reestructuración del partido comunista polaco y la imposición que obligaba a expulsar a los miembros del partido de origen judío. Ford emigró a Alemania y a Dinamarca, antes de asentarse en la ciudad de Naples, Florida, en donde se suicidó el 4 de abril de 1980.

## Biografía
Aleksander Ford hizo su primer largometraje, titulado Mascot, en 1930 tras varios años trabajando en la realización de películas mudas. No usó sonido en sus películas hasta La Legión de las calles, publicada en 1932. Cuando comenzó la Segunda Guerra Mundial, escapó a la Unión Soviética y trabajó en estrecha colaboración con Jerzy Bossak para crear varias películas propagandísticas del Ejército Rojo. La compañía fue llamada Czołówka Filmowa Ludowego Wojska Polskiego, también conocida simplemente como Czołówka.
Después de la guerra, Ford fue nombrado jefe de la compañía cinematográfica controlada por el gobierno Film Polski y se convirtió en el director de cine más importante de toda Polonia. Para asegurarse el control del organismo, Ford decidió denunciar a la NKVD a su compañero Jerzy Gabryelski, acusándolo de "retrógrado" y "antisemita" y siendo llevado a prisión, donde fue torturado. Ford y un grupo de miembros del Partido Comunista polaco reconstruyeron la mayor parte de la infraestructura de producción de cine del país. Roman Polanski escribió en su biografía sobre ellos: «Entre ellos había algunas personas muy competentes, en especial Aleksander Ford, un veterano miembro del partido, que entonces era un estalinista ortodoxo [...] El poder recayó inmediatamente en el propio Ford, quien estableció su propio pequeño imperio de cine». Durante los siguientes veinte años, Ford desempeñó el cargo de profesor en la Escuela Nacional de Cine Televisión y Teatro en Łódź. Dos de sus largometrajes más conocidos, el documental sobre el Holocausto titulado Majdanek - cmentarzysko Europy y la película publicada en 1960 y basada en la novela del escritor polaco Henryk Sienkiewicz Krzyżacy, fueron filmadas durante su estancia en Łódź.
Ford utilizó sus películas para expresar mensajes socialistas y comunistas al resto de la población polaca, entre ellas La Legión de las calles (1932), Los niños deben reír (1936) y El octavo día de la semana (1958) rechazado por los censores del partido comunista durante el Octubre polaco. Ford continuó haciendo películas en Polonia hasta la crisis política polaca de 1968. Acusado de actividad antisocialista y expulsado del Partido Comunista, Ford emigró a Israel en donde estuvo viviendo durante dos años. Más tarde se trasladó a Alemania y a Dinamarca, pero finalmente se estableció en la costa este de los Estados Unidos. Realizó dos largometrajes más, los cuales fueron un fracaso comercial. 
En 1973 hizo una adaptación cinematográfica de la novela de Aleksandr Solzhenitsyn titulada El primer círculo, una producción sueco-danesa que relataba los horrores del gulag soviético. En 1975 publicó su última película, El Mártir, basada en la biografía del Dr. Janusz Korczak. La película de coproducción alemana-israelí entró en la lista negra del gobierno comunista polaco, convirtiéndose en persona non grata dentro del propio país. Aislado, Ford se suicidó en un hotel de Florida el 4 de abril de 1980 con 72 años.

## Filmografía
- El Mártir (Męczennik, 1975)
- El Primer Círculo (Den første kreds, 1973)
- El primer día de libertad (Pierwszy dzień wolności, 1964)
- Krzyżacy (1960)
- El Octavo día de la semana (Ósmy dzień tygodnia, 1959)
- Cinco chicos de la calle Barska (Piątka z ulicy Barskiej, 1954)
- El joven Chopin (Młodość Chopin, 1952)
- Calle Frontera (Ulica Graniczna, 1949)
- Majdanek: el cementerio de Europa (Majdanek - cmentarzysko Europy, 1945)
- Los niños deben reír (Droga młodych, 1936)
- La abuela no tiene preocupaciones (Nie miała baba kłopotu, 1935)
- La Legión de las calles (Legion Ulicy, 1932)

## Premios y distinciones
Festival Internacional de Cine de Cannes
| Año  | Categoría            | Película                        | Resultado |
| ---- | -------------------- | ------------------------------- | --------- |
| 1954 | Premio Internacional | Cinco chicos de la calle Barska | Ganador   |
| 1954 | Mención especial     | Cinco chicos de la calle Barska | Ganador   |